# Neil Buchanan
Neil Buchanan (* 11. Oktober 1956 in Aintree, Merseyside, England) ist ein britischer Fernsehmoderator, Maler und ehemaliger Rockmusiker. Bekannt wurde er in Deutschland vor allem wegen seiner regelmäßigen Auftritte in der Bastelshow Art Attack, die er in der englischsprachigen Version selbst moderierte.

## Leben
Neil Buchanan wurde am 11. Oktober 1956 in Aintree nahe Liverpool geboren. Er meldete sich beim Liverpool Art College an, von welchem er abgewiesen wurde. Später besuchte Buchanan die Liverpool Institute High School for Boys, das heutige Liverpool Institute for Performing Arts.
Buchanan war von 1976 bis zum Anfang der 80er-Jahre Gitarrist der Heavy-Metal-Band Marseille, die aus der New Wave of British Heavy Metal hervorging.
Seine Fernsehkarriere begann mit der Moderation einiger Sendungen und Shows des britischen Fernsehens. Als sein größter Erfolg gilt jedoch die Bastelshow Art Attack, die er von 1990 bis 2007 moderierte. Er hatte zudem stets Auftritte in der deutschen Version von Art Attack, in der er zwischen den Basteltipps aus den Materialien seiner jeweiligen Umgebung Riesenkunstwerke erstellte.

## Privates
Neil Buchanan ist seit 1989 verheiratet und hat zwei Kinder, Molly und Freddie.